# Cypella yatayphila
Cypella yatayphila är en irisväxtart som beskrevs av Pierfelice Ravenna. Cypella yatayphila ingår i släktet Cypella, och familjen irisväxter. Inga underarter finns listade i Catalogue of Life.